# Johan Ludvig Runeberg

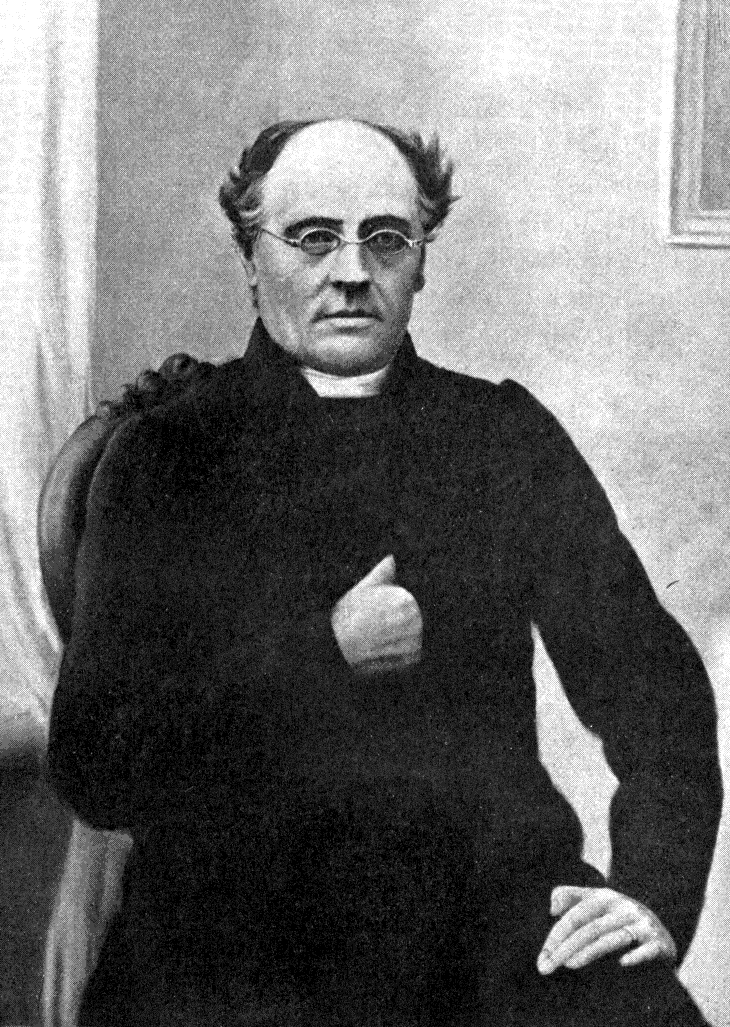
Johan Ludvig Runeberg

Johan Ludvig Runeberg (Jakobstad, 5 februari 1804 - Porvoo, 6 mei 1877) was een Finse schrijver en dichter. Hoewel hij voornamelijk schreef in het Zweeds wordt hij wel gezien als de nationale dichter van Finland. Hij is de schrijver van het Finse Volkslied.

## Leven
Runeberg was de zoon van een zeekapitein en studeerde Grieks en Latijn aan de Turun academie te Turku. In 1830 werd hij docent in deze vakken aan de Universiteit van Helsinki. Zijn eerste werken (Dikter, 3 delen, 1830-1843) stammen uit deze tijd. In 1831 huwde hij met Frederica Tengström, de dochter van de Lutherse aartsbisschop, die zijn literaire ontwikkeling sterk beïnvloedde. Samen hadden ze 8 kinderen, van wie er een aantal ook zelf dichters werden.
Naast de indruk die de Zweedse romantiek op Runeberg maakte, wordt zijn oeuvre vooral gekenmerkt door een intense liefde voor de Finse natuur en bevolking. Doelbewust stelde hij zich tot taak het Finse volk ”bijeen te zingen”, nadat het in 1809 onder Russische heerschappij was gekomen. Hij wist dat vooral te bereiken in epische gedichten die sterk appelleerden aan de nationale gevoelens. Runenberg schreef echter ook veel lyrisch werk, liefdesgedichten met sociale tendenties (Nadesjda, 1841), alsook enkele toneelwerken.
Het bekendste werk van Runeberg is Fänrik Ståls sägner (1848-1860, 2 delen, De vertellingen van vaandrig Staal), een dichtbundel waarin allerlei figuren en gebeurtenissen uit de Fins-Russische oorlog (1808-1809) ten tonele worden gevoerd. De inleiding ervan, Vårt land, werd uiteindelijk het volkslied van Finland. Tijdens de Tweede Wereldoorlog vormde dit werk een grote bron van inspiratie voor de Finnen.

## Bibliografie

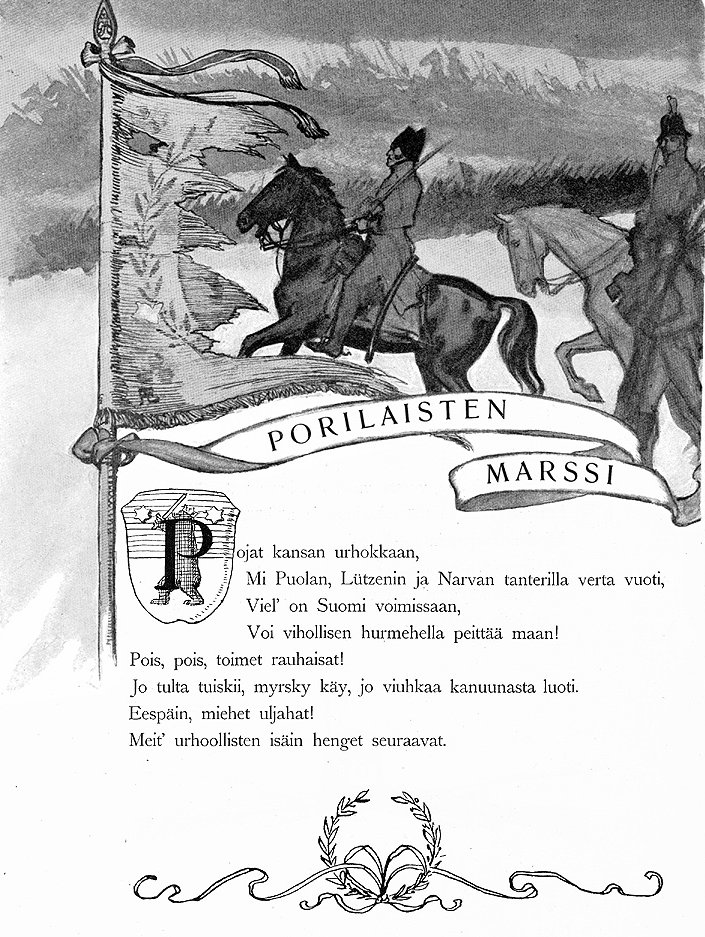
Illustratie uit Fänrik Ståls sägner